# Miloslav Ludvík
Miloslav Ludvík (ur. 5 września 1963 w Pradze) – czeski ekonomista, menedżer, samorządowiec i polityk, w latach 2016–2017 minister zdrowia.

## Życiorys
Absolwent handlu zagranicznego w Wyższej Szkole Ekonomicznej w Pradze (1987). W 1995 uzyskał magisterium z zakresu prawa na Uniwersytecie Karola w Pradze. Od 1988 pracował w przedsiębiorstwach przemysłu chemicznego i farmaceutycznego. W latach 1994–1998 był dyrektorem generalnym czeskiego oddziału koncernu Apotex. W 2000 objął stanowisko dyrektora szpitala uniwersyteckiego w Motole.
Działacz Czeskiej Partii Socjaldemokratycznej, od 2002 wybierany na radnego Pragi. 30 listopada 2016 powołany na urząd ministra zdrowia w rządzie Bohuslava Sobotki (od 1 grudnia 2016). Zastąpił na tej funkcji Svatopluka Němečeka. Stanowisko to zajmował do 13 grudnia 2017.